# Sido Mukti (Pangkalan Kuras)
Sido Mukti is een bestuurslaag in het regentschap Pelalawan van de provincie Riau, Indonesië. Sido Mukti telt 1541 inwoners (volkstelling 2010).